# 沈同钦
沈同钦是马来西亚的一位政治家，毕业于马六甲公教国民型华文中学，曾经是马六甲州马六甲市区的国会议员 ，2017年退出民主行动党之后无党籍至今 。

## 背景
沈同钦是已故马来西亚华人教育家沈慕羽的亲戚。